# Bisdom Celaya
Het bisdom Celaya (Latijn: Dioecesis Celayensis) is een rooms-katholiek bisdom met als zetel Celaya in Mexico. Het bisdom is suffragaan aan het aartsbisdom León. 

## Geschiedenis
Het bisdom werd opgericht op 13 oktober 1973, uit delen van het bisdom León en het aartsbisdom Morelia, en was suffragaan aan het aartsbisdom Morelia. Op 5 november 1988 wisselde het van kerkprovincie en werd suffragaan aan het aartsbisdom San Luis Potosi. Op 25 november 2006 wisselde het van kerkprovincie en werd suffragaan aan het nieuw verheven aartsbisdom León.

## Parochies
Het bisdom had in 2021 een oppervlakte van 8.768 km2 en telde 1.800.855 inwoners waarvan 92,5% rooms-katholiek was.

## Bisschoppen
- Victorino Alvarez Tena (14 februari 1974 - 4 november 1987)
- Jesús Humberto Velázquez Garay (28 april 1988 - 26 juli 2003)
- Lázaro Pérez Jiménez (26 juli 2003 - 25 oktober 2009)
- José Benjamín Castillo Plascencia (29 april 2010 - 12 juni 2021)
- Víctor Alejandro Aguilar Ledesma (12 juni 2021 - heden)

León (aartsbisdom) · Celaya · Irapuato · Querétaro